# Salmo 30
El salmo 30  es, según la numeración hebrea, el trigésimo salmo del Libro de los salmos de la Biblia. Corresponde al salmo 29 según la numeración de la Biblia Septuaginta griega, empleada también en la Vulgata latina. Por este motivo, recogiendo la doble numeración, a este salmo también se le refiere como el salmo 30 (29).
Es un salmo de acción de gracias, tradicionalmente atribuido a David con motivo de la dedicación de su casa.

## Uso litúrgico en el judaísmo
- Este salmo forma parte de la oración diaria en algunos ritos. Originalmente se recitaba en Pesukei dezimra, una sección de la oración Shajarit, en el rito sefardí, en la que se omite el primer versículo. A partir de ahí, parece que pasó en el siglo XVII al Nusach Sefard, en el que se añadió el primer versículo, y de ahí fue adoptado en el rito ashkenazí oriental. No se recita en el rito ashkenazí occidental, el rito italiano ni el rito yemenita. El propósito de esto era dedicar el servicio matutino del templo. [2]
- El Salmo 30 también se considera el salmo del día de Hanukkah,[3] y algunas comunidades lo recitan además del salmo habitual del día, o en su lugar.
  - Hay muchas melodías tradicionales y contemporáneas para este salmo que se cantan o recitan especialmente durante Hanukkah.
  - Salmo 30 en melodía Vizhnitz, por Invitation to Piyut
  - Salmo 30 por R. Avner Yemini y congregación
- El versículo 12 se encuentra en la versión de Veyiten Lecha recitada en Maariv de Motzei Shabbat en el rito ashkenazí oriental;[4] se encuentra entre los versículos omitidos en el rito ashkenazí occidental.[5]
- El versículo 13 forma parte de Uva Letzion.[6]
- El salmo 30 también se considera el salmo para el día de Hanukkah.[7]

## Texto
La siguiente tabla muestra el texto en hebreo del salmo con vocales, junto con el texto en griego koiné de la Septuaginta  y la traducción al inglés de la Versión del Rey Jacobo. Tenga en cuenta que el significado puede diferir ligeramente entre estas versiones, ya que la Septuaginta y el texto masorético provienen de tradiciones textuales diferentes. En la Septuaginta, este salmo está numerado como Salmo 29.

### Versión de la Biblia hebrea
El siguiente es el texto hebreo del Salmo 30:
| #      | Hebreo                                               | Español | Griego |
| ------ | ---------------------------------------------------- | --- | --- |
| [ 13 ] | מִזְמ֡וֹר שִׁיר־חֲנֻכַּ֖ת הַבַּ֣יִת לְדָוִֽד׃                            | (A Psalm and Song at the dedication of the house of David.)                                                                                    | Εἰς τὸ τέλος· ψαλμὸς ᾠδῆς τοῦ ἐγκαινισμοῦ τοῦ οἴκου· Δαυΐδ. -                                                             |
| 1      | אֲרוֹמִמְךָ֣ יְ֭הֹוָה כִּ֣י דִלִּיתָ֑נִי וְלֹֽא־שִׂמַּ֖חְתָּ אֹיְבַ֣י לִֽי׃              | Te ensalzaré, oh Señor, porque me has levantado y no has dado alegría a mis enemigos sobre mí.                                                 | ΥΨΩΣΩ σε, Κύριε, ὅτι ὑπέλαβές με καὶ οὐκ εὔφρανας τοὺς ἐχθρούς μου ἐπ᾿ ἐμέ.                                               |
| 2      | יְהֹוָ֥ה אֱלֹהָ֑י שִׁוַּ֥עְתִּי אֵ֝לֶ֗יךָ וַתִּרְפָּאֵֽנִי׃                        | Oh Señor, Dios mío, clamé a ti, y tú me sanaste.                                                                                               | Κύριε ὁ Θεός μου, ἐκέκραξα πρὸς σέ, καὶ ἰάσω με·                                                                          |
| 3      | יְֽהֹוָ֗ה הֶעֱלִ֣יתָ מִן־שְׁא֣וֹל נַפְשִׁ֑י חִ֝יִּיתַ֗נִי (מיורדי) [מִיׇּֽרְדִי־]בֽוֹר׃ | Oh Señor, tú has sacado mi alma del sepulcro; me has mantenido con vida, para que no desciendiera al abismo.                                   | Κύριε, ἀνήγαγες ἐξ ᾅδου τὴν ψυχήν μου, ἔσωσάς με ἀπὸ τῶν καταβαινόντων εἰς λάκκον.                                        |
| 4      | זַמְּר֣וּ לַיהֹוָ֣ה חֲסִידָ֑יו וְ֝הוֹד֗וּ לְזֵ֣כֶר קׇדְשֽׁוֹ׃                   | Cantad al Señor, oh santos suyos, y dad gracias al recordar su santidad.                                                                       | ψάλατε τῷ Κυρίῳ, οἱ ὅσιοι αὐτοῦ, καὶ ἐξομολογεῖσθε τῇ μνήμῃ τῆς ἁγιωσύνης αὐτοῦ·                                          |
| 5      | כִּ֤י רֶ֨גַע ׀ בְּאַפּוֹ֮ חַיִּ֢ים בִּרְצ֫וֹנ֥וֹ בָּ֭עֶרֶב יָלִ֥ין בֶּ֗כִי וְלַבֹּ֥קֶר רִנָּֽה׃   | Porque su ira dura solo un momento, pero su favor dura toda la vida; el llanto puede durar toda la noche, pero la alegría llega por la mañana. | ὅτι ὀργὴ ἐν τῷ θυμῷ αὐτοῦ, καὶ ζωὴ ἐν τῷ θελήματι αὐτοῦ· τὸ ἑσπέρας αὐλισθήσεται κλαυθμὸς καὶ εἰς τὸ πρωΐ ἀγαλλίασις.     |
| 6      | וַ֭אֲנִי אָמַ֣רְתִּי בְשַׁלְוִ֑י בַּל־אֶמּ֥וֹט לְעוֹלָֽם׃                      | Y en mi prosperidad dije: Nunca seré movido.                                                                                                   | ἐγὼ δὲ εἶπα ἐν τῇ εὐθηνίᾳ μου· οὐ μὴ σαλευθῶ εἰς τὸν αἰῶνα.                                                               |
| 7      | יְֽהֹוָ֗ה בִּרְצוֹנְךָ֮ הֶעֱמַ֢דְתָּה לְֽהַרְרִ֫י־עֹ֥ז הִסְתַּ֥רְתָּ פָנֶ֗יךָ הָיִ֥יתִי נִבְהָֽל׃   | Señor, por tu favor has hecho que mi montaña se mantenga firme: escondiste tu rostro y yo me sentí angustiado.                                 | Κύριε, ἐν τῷ θελήματί σου παρέσχου τῷ κάλλει μου δύναμιν· ἀπέστρεψας δὲ τὸ πρόσωπόν σου καὶ ἐγενήθην τεταραγμένος.        |
| 8      | אֵלֶ֣יךָ יְהֹוָ֣ה אֶקְרָ֑א וְאֶל־אֲ֝דֹנָ֗י אֶתְחַנָּֽן׃                       | Clamé a ti, oh Señor, y al Señor supliqué. | πρὸς σέ, Κύριε, κεκράξομαι, καὶ πρὸς τὸν Θεόν μου δεηθήσομαι.                                                             |
| 9      | מַה־בֶּ֥צַע בְּדָמִי֮ בְּרִדְתִּ֢י אֶ֫ל־שָׁ֥חַת הֲיוֹדְךָ֥ עָפָ֑ר הֲיַגִּ֥יד אֲמִתֶּֽךָ׃       | ¿Qué provecho hay en mi sangre, cuando desciendo al sepulcro? ¿Te alabará el polvo? ¿Proclamará tu verdad?                                     | τίς ὠφέλεια ἐν τῷ αἵματί μου ἐν τῷ καταβαίνειν με εἰς διαφθοράν; μὴ ἐξομολογήσεταί σοι χοῦς ἢ ἀναγγελεῖ τὴν ἀλήθειάν σου; |
| 10     | שְׁמַע־יְהֹוָ֥ה וְחׇנֵּ֑נִי יְ֝הֹוָ֗ה הֱֽיֵה־עֹזֵ֥ר לִֽי׃                      | Escucha, oh Señor, y ten misericordia de mí; Señor, sé tú mi ayudador.                                                                         | ἤκουσε Κύριος, καὶ ἠλέησέ με, Κύριος ἐγενήθη βοηθός μου.                                                                  |
| 11     | הָפַ֣כְתָּ מִסְפְּדִי֮ לְמָח֢וֹל לִ֥֫י פִּתַּ֥חְתָּ שַׂקִּ֑י וַֽתְּאַזְּרֵ֥נִי שִׂמְחָֽה׃           | Has cambiado mi luto en baile, has quitado mi cilicio y me has ceñido de alegría.                                                              | ἔστρεψας τὸν κοπετόν μου εἰς χαρὰν ἐμοί, διέῤῥηξας τὸν σάκκον μου καὶ περιέζωσάς με εὐφροσύνην,                           |
| 12     | לְמַ֤עַן ׀ יְזַמֶּרְךָ֣ כָ֭בוֹד וְלֹ֣א יִדֹּ֑ם יְהֹוָ֥ה אֱ֝לֹהַ֗י לְעוֹלָ֥ם אוֹדֶֽךָּ׃      | Para que mi gloria te alabe y no calle. Oh Señor, Dios mío, te daré gracias por siempre.                                                       | ὅπως ἂν ψάλῃ σοι ἡ δόξα μου καὶ οὐ μὴ κατανυγῶ. Κύριε ὁ Θεός μου, εἰς τὸν αἰῶνα ἐξομολογήσομαί σοι.                       |

### Versión de la Biblia del Rey Jacobo
1. Te ensalzaré, OH SEÑOR; porque me has alzado, y no has hecho que mis enemigos se regocijen por mí.
2. OH SEÑOR a Dios que clamaron a ti, y tú me curaron.
3. OH SEÑOR, hiciste subir mi alma del Seol; has guardado mi vida, para que no descendiese a la sepultura.
4. Canten al Señor, oh santos suyos, y den gracias por el recuerdo de su santidad.
5. Porque su ira dura solo un momento; a su favor está la vida: el llanto puede durar una noche, pero la alegría llega por la mañana.
6. Y en mi prosperidad dije, nunca me conmoverá.
7. OH SEÑOR , por tu favor has hecho que mi montaña se mantenga firme: escondiste tu rostro y me turbé.
8. Te lloré, OH SEÑOR; y al Señor ordene súplica.
9. ¿Qué beneficio hay en mi sangre cuando bajo al pozo? ¿Te alabará el polvo? ¿declarará tu verdad?
10. Escucha, OH SEÑOR, y ten piedad de mí: OH SEÑOR, sé mi ayudante.
11. Me has convertido mi luto en danza: me quitaste el cilicio y me ceñiste de alegría;
12. Hasta el final para que mi gloria te cante alabanzas, y no se calle. OH SEÑOR Dios mío, voy a dar gracias a ti para siempre.

## Comentarios

### De la iglesia católica

#### A todo el salmo
el Salmo 30 es un canto de gratitud por la curación y liberación.
El Salmo 30 es un himno de acción de gracias en el que el salmista expresa su gratitud al Señor por haberlo sanado y librado de la muerte. El texto refleja una experiencia personal de enfermedad y salvación, que se convierte en testimonio público de la fidelidad divina. Se inscribe dentro del marco de los salmos individuales de agradecimiento y se caracteriza por un tono esperanzador, centrado en la transformación del dolor en júbilo.
El salmo presenta una estructura poética dividida en cuatro estrofas principales:
- . Promesa de alabanza (vv. 2–4): El salmista proclama su intención de exaltar al Señor por haberlo sacado del abismo y evitar que sus enemigos se alegraran de su caída. Reconoce que fue Dios quien lo curó y lo salvó de la muerte.
- . Llamado a la comunidad (vv. 5–6): Se exhorta a los fieles a unirse en alabanza al Señor, destacando que su ira es pasajera, mientras que su favor perdura. Se afirma que el llanto puede durar una noche, pero la alegría llega con el amanecer.
- . Remembranza del sufrimiento (vv. 7–11): El salmista recuerda cómo, confiado en su bienestar, fue sorprendido por la adversidad. En medio de su enfermedad, elevó una súplica al Señor, preguntando qué ganaría Dios con su muerte. Esta oración sincera refleja una profunda confianza en la misericordia divina.
- . Alabanza final (vv. 12–13): Al constatar la intervención salvadora de Dios, el salmista proclama que su lamento se ha convertido en danza y renueva su promesa de alabar al Señor eternamente.

El título del salmo indica su uso litúrgico en la Dedicación del Templo, probablemente en referencia a la fiesta instituida tras la purificación del Santuario en el año 146 a. C., cuando Judas Macabeo lo liberó de la profanación impuesta por Antíoco IV Epífanes. En este contexto, el salmo adquiere un sentido colectivo, aludiendo a la restauración del culto legítimo gracias a la intervención divina.
En la tradición cristiana, el Salmo 30 es interpretado a la luz de la resurrección de Jesús, como expresión de la victoria sobre la muerte y la esperanza de vida nueva. Se convierte, así, en una oración pascual por excelencia, en la que el creyente reconoce la acción salvadora de Dios y suplica su participación en la resurrección.

#### A los versículos 2-6
El Salmo 30 presenta una acción de gracias pronunciada en el Templo tras una experiencia de enfermedad grave, cercana a la muerte, de la que el salmista ha sido liberado. A través del cántico se expresa la convicción de que la intervención de Dios ha transformado una situación de angustia en motivo de gozo y alabanza. Esta transformación es reconocida no solo como un acto puntual de misericordia, sino como una manifestación del modo habitual de actuar del Señor. La perspectiva teológica del salmo subraya que la ira de Dios es momentánea, mientras que su bondad es duradera y supera ampliamente el castigo. Esta afirmación se resume en el contraste entre el llanto que dura una noche y la alegría que llega con el amanecer (v. 6), y encuentra paralelo en textos proféticos como Isaías 54,7-8. La experiencia personal del salmista se convierte así en testimonio público de la fidelidad divina y en alabanza comunitaria en el contexto litúrgico del Templo.

#### A los versículos 7-12
En el Salmo 30, la ira de Dios se expresa como el hecho de ocultar su rostro (v. 8), es decir, dejar al hombre por su cuenta cuando este se siente autosuficiente (v. 7). El salmista lo ha vivido en carne propia: confiado en su bienestar, creyó estar firme, pero al retirarse Dios, se vio abatido. Entonces suplicó al Señor (vv. 9, 11), recordándole que, si moría, ya no podría alabarlo. Su argumento es claro: la vida solo tiene valor si permite alabar a Dios. Por eso, vivir es, ante todo, una respuesta de gratitud al Dios que salva.
{{cita|Si la vida no tuviera por fin dar gloria a Dios, sería despreciable, más aún: aborrecible.

## Usos cristianos
Agustín vio que en el Salmo, David escribió sobre la fundación de la casa como señalando la resurrección de Cristo y el fundamento de la casa de Dios, la iglesia.
El verso 5 se usa en la canción de la cultura de Jesús "Tu amor nunca falla".
En la Iglesia católica, el salmo 30 se lee en la oración de la mañana (Laudes) del jueves de la primera semana.
En la Agpeya, el libro de horas de la Iglesia copta, este salmo se reza en el oficio de Tercia. También se encuentra en la oración del Velo, que generalmente solo rezan los monjes.
En el Libro de Oración Común de la Iglesia de Inglaterra, este salmo se lee en la mañana del sexto día del mes.
El versículo 5 se utiliza en la canción «Your Love Never Fails» (Tu amor nunca falla) de Jesus Culture. 